# 山中雄一郎
山中 雄一郎（やまなか ゆういちろう、1946年（昭和21年） - 2021年（令和3年）9月21日）は、日本の牧師。日本キリスト改革派教会に所属。

## 経歴
1975年（昭和50年）に横浜市港北区で伝道を開始。1985年（昭和60年）に綱島教会を建設して初代牧師になる。
2006年（平成18年）に第二次世界大戦前の国家主義教育の復活になるとの考えのため教育基本法改正への反対をする。またラジオ関西のキリストへの時間に出演していた。
2021年（令和3年）9月21日に死去。

## 出演

### ラジオ
- キリストへの時間（ラジオ関西）

## 著書
- 『ルカ福音書瞑想 下』（1988年、聖恵授産所出版部）
- 『ルカ福音書瞑想 上』（1988年、聖恵授産所出版部）